# Radoľa
Radoľa es un municipio del distrito de Kysucké Nové Mesto en la región de Žilina, Eslovaquia, con una población estimada a final del año 2024 de 1533 habitantes.
Se encuentra ubicado al noroeste de la región, cerca del curso alto del río Váh (cuenca hidrográfica del Danubio) y de la frontera con la República Checa y Polonia.

## Demografía
| Año        | 1994 | 2004    | 2014    | 2024    |
| ---------- | ---- | ------- | ------- | ------- |
| Población  | 1342 | 1372    | 1459    | 1533    |
| Diferencia |      | +2,23 % | +6,34 % | +5,07 % |

| Año        | 2023 | 2024    |
| ---------- | ---- | ------- |
| Población  | 1543 | 1533    |
| Diferencia |      | −0,64 % |